# Katsia Ier de Mingrélie
Katsia Ier de Mingrélie (Katsia Ier Dadiani géorgien : კაცია I დადიანი; mort en 1710), de la maison des Dadiani, fut duc des ducs associé de Mingrélie de 1704 à 1710.
Katsia est le fils ainé de  Giorgi IV Dadiani par son épouse, Sevdia Mikeladzé, dont Georges IV divorce, en 1701, pour épouser Thamar la fille du puissant prince Georges-Malakia Abashidzé, quelque temps roi d'Iméréthie. Katsia devient prince de Mingrélie lors de l'abdication de Georges IV Dadiani et sa retraite dans son fief de Salipartiano en 1704, mais il demeure sous l'influence de son père jusqu'en 1709, lorsque Katsia et son frère, Bejan — qui n'avaient jamais pardonné le divorce forcé de leur mère — obligent Georges à s'enfuir en Abkhazie.Georges réussit à se rétablir lui-même comme prince de Mingrélie à la mort de Katsia en 1710.
Katsia meurt sans alliance ni postérité.